# 贾夫德·克赫达尔

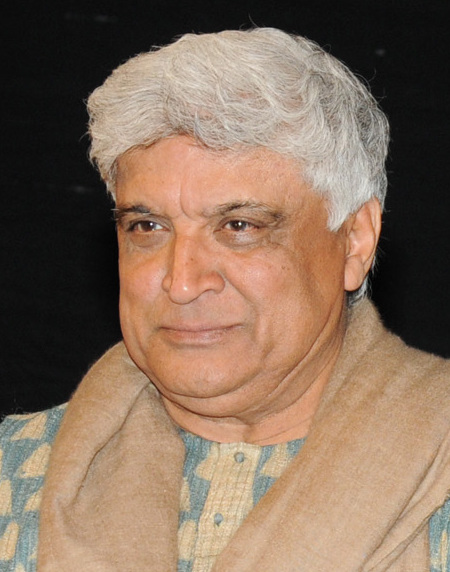
贾夫德·克赫达尔

贾夫德·克赫达尔 （1945年1月17日—）是一位印度编剧、填詞人和诗人。他曾五次获得印度国家电影奖，并于1999年获得莲花士勋章，2007年获得莲花装勋章。 他又于2020年获得了理查德·道金斯奖。 